# 소정덕
소정덕(蕭正德, ? ~ 549년)은 양나라의 비정통 황제(재위: 548년 ~ 549년)이다. 자는 공화(公和)이고 무제의 동생인 임천정혜왕(臨川靖惠王) 소굉(蕭宏)의 셋째 아들이다.

## 생애
소굉의 셋째 아들로 태어났으나 젊어서부터 자녀가 없던 무제가 양육하며 자신의 양아들로 입적시켰다. 어려서부터 거칠고 험악했으며, 502년에 무제가 양나라를 세우고 황제가 되자 황태자가 되기를 원했고 무제도 소정덕을 황태자로 삼으려고 했다. 그런데 이미 이전해인 501년에 무제의 친아들인 소명태자 소통이 태어나게 되자 무제는 소정덕을 다시 소굉에게로 돌려보냈고 대신 서풍후(西豐侯)로 봉했다. 소정덕은 이를 원망하며 만족해하지 못했고, 항상 다른 모의를 쌓아 나갔다.
522년 음력 12월에 황문시랑(黃門侍郞)과 경거장군(輕車將軍)으로 임명되었고, 얼마 후에 북위로 도망가서 스스로 폐위된 황태자라고 하면서 화를 피하여 왔다고 말했다. 그러자 북위의 상서좌복야(尙書左僕射) 소보인(蕭寶寅)이 표문을 올려 말했다.
| “ | 어찌 백부가 천자이고 아버지가 양주자사(揚州刺史)인데 저 가까운 친척을 버리고 멀리 다른 나라로 던져 버리겠습니까? 그를 죽이는 것만 못합니다. | ” |

이로 말미암아 북위에서 소정덕을 대우함이 심히 야박하자, 소정덕이 마침내 한 아이를 죽이고 자신의 아들이라고 말하고 먼 곳에 장사지낼 곳을 만들었는데 북위가 의심하지 않자 다음해인 523년에 다시 북위에서 도망쳐서 양나라로 돌아오니 무제가 울면서 그것을 교육하고 소정덕의 봉작을 회복시켜 주었다.
소정덕이 북위에서 돌아오고 나서도 뜻과 행동에 반성이 없고 망명한 사람들을 많이 모아 밤중에 길가에서 약탈을 하였으며, 또한 525년에 경거장군으로서 예장왕 소종을 좇아 북벌하였지만 군사를 버리고 번번이 돌아오기도 하였다. 무제는 소정덕의 죄악이 앞뒤로 쌓이자 소정덕을 관직에서 파면하고 작위를 삭제한 뒤 임해(臨海)로 유배하였으나, 소정덕이 아직 임해에 도착하지도 않았는데 사신을 보내 뒤따라가서 소정덕을 사면했다.
532년에 무제가 소정덕의 작위를 높여서 임하왕(臨賀王)으로 봉했다. 소정덕은 주이(朱异)와 친하게 지냈고 무제가 이미 소명태자의 여러 아들을 왕으로 책봉하자 주이가 소정덕을 위해 그가 소정덕은 원래 황태자가 되었어야 하는데 소명태자가 태어나서 그 직위를 잃었다고 말했기 때문이었다.
548년 8월에 옛 동위의 무장으로 양나라에 투항했던 후경이 반란을 일으켜 양나라의 수도인 건강을 향해 진격했고, 당시 건강은 무제가 임명한 소정덕이 지키고 있었다. 그런데 후경은 반란을 일으키기에 앞서 황제 자리에 욕심을 내고 있었던 소정덕을 우선 자기 편으로 끌어들이는데 성공했다. 소정덕은 후경에게 내통하기로 약속했고, 그 뒤로부터 후경은 토벌군을 쉽게 피하면서 남하했는데, 이는 소정덕이 몰래 길을 안내해서 가능한 일이었다. 이후 건강의 외성이 함락되자 후경이 소정덕을 황제로 추대했고, 마침내 소정덕은 외성에 있는 의현당(儀賢堂)에서 즉위했다. 이어서 연호를 정평(正平)으로 했고 자신의 아들인 임하세자 소견리(蕭見理)를 황태자로 높여 삼았으며, 후경을 승상으로 삼고 자신의 딸을 후경에게 시집보냈다.
이듬해인 549년에 건강의 내성이 함락되었다. 그 전에 소정덕과 후경은 서로 내성이 함락되면 무제와 황태자 소강을 없애버리자고 약속했다. 소정덕은 군사들을 이끌고 칼을 휘두르며 궁문으로 들어가려고 했는데, 후경이 다른 군사들을 시켜 소정덕을 들어올 수 없게 막았다.
후경은 소정덕이 더 이상 쓸모가 없어서 제거하려 했기 때문에 소정덕은 얼마 안가 후경에게 폐위된 뒤 시중, 대사마로 격하되었다. 이에 격분한 소정덕은 제거되기 전에 먼저 후경을 없애려고 파양왕(鄱陽王) 소범(蕭範)에게 군대를 이끌고 건강으로 들어와 후경을 죽이라는 밀서를 보냈으나 오히려 이를 먼저 알아챈 후경에게 밀서가 발각되었으며 후경은 그 다음날 즉시 소정덕을 교살했다.
| 전 임 무제 소연 | 양나라의 황제 548년 ~ 549년 | 후 임 - |